# CWISEP J1935-1546
CWISEP J1935-1546 är en ensam stjärna i den norra delen av stjärnbilden Skytten. Den kräver ett teleskop för att kunna observeras. Baserat på parallaxmätning på 69,3 mas beräknas den befinna sig på ett avstånd på ca 47 ljusår (ca 14,4 parsek)  från solen. Stjärnan rör sig närmare solen med en heliocentrisk radialhastighet av ca -37 km/s.

## Observation
CWISEP J1935-1546 upptäcktes 2019 av Marocco et al. som en extremt kall brun dvärg med ett temperaturområde på 270-360 K och ett avstånd på 5,6-10,9 parsek. Den upptäcktes med hjälp av pythonpaketet XGBoost, med hjälp av maskininlärningsalgoritmer och CatWISE-katalogen, samt verktyget WiseView. Enligt ett pressmeddelande från NASA upptäcktes CWISEP J1935-1546 av säkerhetsingenjören och amatörastronomen Dan Caselden. Uppföljningsobservationer med Spitzer visade ett mycket rött objekt med ch1-ch2 på 3,24 ± 0,31 mag. Senare visade Kirkpatrick et al. 2021 på en temperatur på 367 ± 79 K (15-173 °C) och en parallax på 69,3 ± 3,8 mas (14,43 +0,84−0,75 parsek) för objektet. Spektraltypen uppskattades vara senare än ≥Y1.

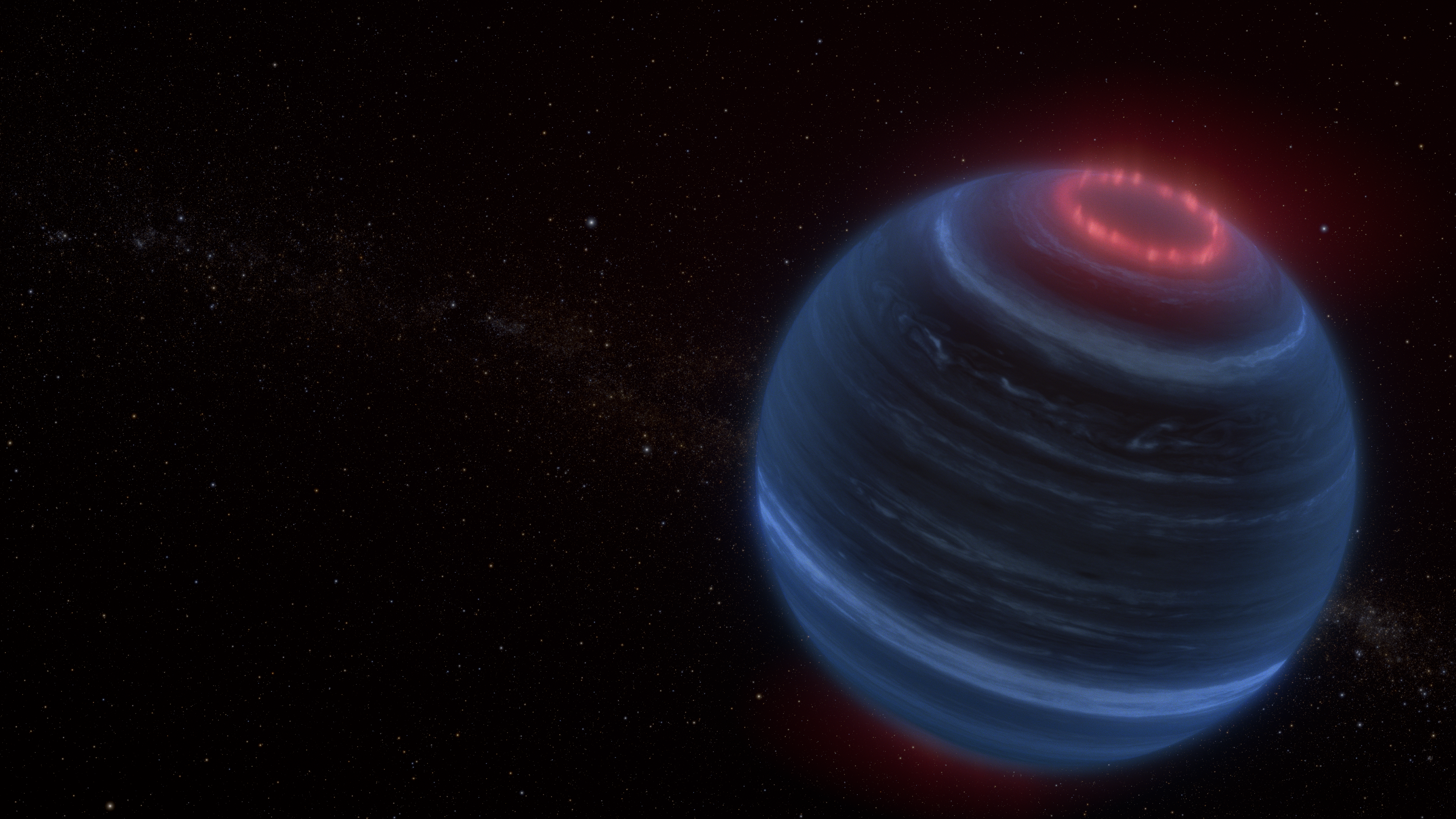
Konstnärens bild av auroran i W1935

Vid det 243:e mötet med AAS tillkännagavs att W1935 visar emission av metan. Detta tillskrivs ett norrsken runt W1935. Aurora upptäcktes förr runt hetare bruna dvärgar med radioteleskop. Solsystemplaneterna Jupiter och Saturnus har ett norrsken på grund av interaktioner med stjärnvinden och med partiklar från aktiva månar, som Enceladus och Io. Forskarna anser att norrskenet runt W1935 orsakas av antingen outredda interna processer eller av yttre interaktioner med interstellär plasma eller en närliggande aktiv måne. Forskarna meddelade också att W1935 har en temperaturinversion som antingen orsakas av norrskenet eller har att göra med intern energitransport. Dessa resultat publicerades senare i april 2024.

## Egenskaper
CWISEP J1935-1546 är en kall brun dvärg eller ett planetmassaobjekt av spektralklass ≥Y1 med en massa på 2-20 eller 6-35 jupitermassor. Den har en radie av ca 0,95 jupiterradie och en effektiv temperatur av ca 480 K.